# Bartosz Niebielecki
Bartosz Niebielecki, ps. Mr. Shuffle (ur. 18 lutego 1984 we Wrocławiu) – polski perkusista, multiinstrumentalista, muzyk sesyjny, kompozytor, producent muzyczny, współzałożyciel zespołu HooDoo Band.

## Życiorys
Pierwszy koncert zagrał w wieku 12 lat. Ma na swym koncie współpracę z takimi solistami i formacjami jak: Jacek Baran (na przełomie lat 60. i 70. XX w. muzyk zespołów Romuald & Roman i Nurt), The Crackers, J.J. Band, Leszek Cichoński, Wojciech Karolak, Marek Raduli, Jacek Krzaklewski, Roman „Pazur” Wojciechowski, Jorgos Skolias, Apostolis Anthimos, Jerzy Styczyński, Leszek Możdżer, Michał Urbaniak, Zbigniew Namysłowski, Sławek Jaskułke, Alicja Janosz, L.U.C., Anita Lipnicka, Carlos Johnson, Tim Gant, Stan Skibby, Roland Parker, Big Blues Orchestra i wielu innych. Współtworzył oprawę muzyczną programów telewizyjnych „Bar” i „On i ona” oraz prowadził warsztaty bluesowe dla perkusistów w Puławach. Zagrał setki koncertów w kraju i za granicą.

## Życie prywatne
Od 31 lipca 2010 roku jest mężem Alicji Janosz. 16 września 2014 roku przyszedł na świat ich syn Tymon.

## Nagrody
- Złota Płyta za sprzedaż albumu HooDoo Band, którego Niebielecki jest producentem (Data nadania: 5 maja 2010)[5]
- Fryderyk 2010 za album Carlos Johnson & Joint Venture – Live in Poland (Kategoria: Album Roku - Blues)[6]

## Dyskografia
- The Crackers – Funky State of Mind (EMI Music, 2006)
- Carlos Johnson & Joint Venture – Live in Poland (KKMusic, 2008)
- Hlev – Hlev (2009)
- HooDoo Band – HooDoo Band (Luna Music, 2010)
- J.J. Band – J.J. Band i Przyjaciele (Gutmusic, 2010)
- Stare Dobre Małżeństwo – Maszeruj z chamem (SDM, 2011)
- Alicja Janosz – Vintage (Lionstage, 2011)
- Pazur – Wspomnienie (2013)
- HooDoo Band – Unplugged (Dalmafon, 2013)
- J.J. Band – Good Job (Flowers Records, 2014)
- Waldemar Śmiałkowski – Hotel Film (Luna Music, 2014)
- The Crackers – 4U (Luna Music, 2014)
- L.U.C – Ibidem 40 (NCK, 2015)
- Żywiec Męskie Granie (with L.U.C.) (2015)
- Pazur – Kurza twarz (KK Music, 2016)
- Alicja Janosz – Retronowa (MoMusic, 2016)
- Anita Lipnicka – Na osi czasu (CMG/Anita Lipnicka, 2017)
- Anita Lipnicka – Miód i dym (Warner Music, 2017)
- Bartłomiej Szopiński – Wspomnienie (MS Production, 2017)
- Anita Lipnicka – OdNowa (Warner Music, 2019)
- Anja Sei – Ocean (2019)
- Out Of Frame – Borderland (2019)
- Alicja Janosz – Dzieciom (Trudno Świetnie, 2020)